# Szinnár (India)
Szinnár (maráthi nyelven:  सिन्नर, angolul: Sinnar) kisváros India területén, Mahárástra államban, Násziktól kb. 28 km-re DK-re. Lakossága 31 ezer fő volt 2001-ben. 
A város a 12. századi Gondésvara és a 11. századi Csálukjá stílusú Ésvara templomairól ismert.

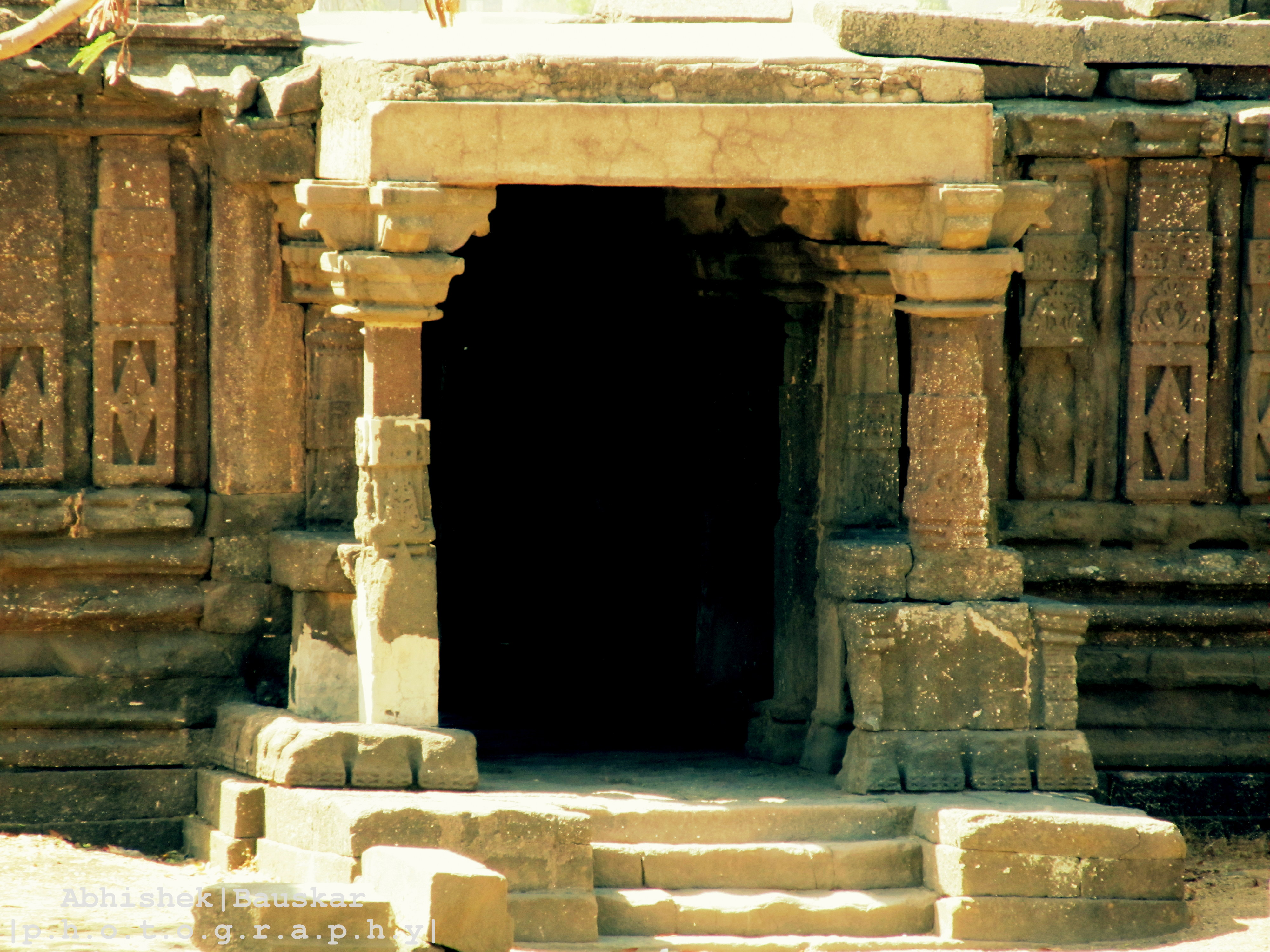
A Gondésvara-templom egy bejárata

## Fordítás
Ez a szócikk részben vagy egészben  a   Sinnar című angol Wikipédia-szócikk fordításán alapul.  Az eredeti cikk szerkesztőit annak laptörténete sorolja fel. Ez a jelzés csupán a megfogalmazás eredetét és a szerzői jogokat jelzi, nem szolgál a cikkben szereplő információk forrásmegjelöléseként.